# باميلا هيمفيل
باميلا هيمفيل هي مؤيدة أمريكية سابقة لترامب شاركت في الهجوم على مبنى الكابيتول الأمريكي في 6 يناير 2021. أطلق عليها مستخدمو وسائل التواصل الاجتماعي لقب " الجدة ماجا " في إشارة إلى شعار ترامب" اجعل أمريكا عظيمة مرة أخرى " بعد الهجوم. قد أدينت وحكم عليها في عام 2022 بالسجن لمدة 60 يومًا مع 36 شهرًا من المراقبة وتعويض قدره 500 دولار بتهمة واحدة تتعلق بالتظاهر أو الاعتصام أو العرض في مبنى الكابيتول، والتي اعترفت بالذنب فيها. تشتهر هيمفيل بتغيير رأيها بشأن دونالد ترامب أثناء فترة وجودها في السجن وبعدها، فضلاً عن رفضها العفو الرئاسي.

## قبل الهجوم
هيمفيل هو مستشار متقاعد في مجال إساءة استخدام المواد. صوتت في انتخابات عام 2008 لصالح باراك أوباما، وهي المرة الوحيدة التي صوتت فيها لصالح مرشح ديمقراطي قبل الهجوم. قد صرحت بأنها عادة ما تصوت لمن توصي به عائلتها التي يدعم أغلبها الحزب الجمهوري . صوتت لصالح ترامب في عامي 2016 و2020، على الرغم من أنها لم تحضر أيًا من تجمعاته الانتخابية شخصيًا قبل 6 يناير، بل شاهدتها بدلاً من ذلك على شاشة التلفزيون. شاركت في احتجاجات مبنى مجلس ولاية أيداهو في عام 2020، والتي أسفرت عن تحطيم الزجاج في أحد الأبواب.
كان هيمفيل يتلقى العلاج من سرطان الثدي في وقت أعمال الشغب، بعد أن خضع لعملية جراحية لهذه الحالة قبل بضعة أسابيع. في منشور على فيسبوك حول خططها للانضمام إلى مسيرة 6 يناير، كتبت "إنها حرب!" وفي المساء الذي سبق الهجوم، حضرت هيمفيل حدثًا نظمه المذيع اليميني المتطرف أليكس جونز، ونشرت مقطع فيديو لنفسها هناك على قناتها على يوتيوب ، قائلة "دعونا نذهب إلى الكابيتول"، و"لا تقلق، ترامب سيأتي في منصبه".

## هجوم مبنى الكونجرس الأمريكي في 6 يناير
وصلت هيمفيل إلى تجمع "أوقفوا السرقة"في إليبس متأخرة؛ فقد سمعت من أشخاص مختلفين أن ترامب سيذهب إلى الكابيتول مع حشد من الناس للاحتجاج على التصديق على الأصوات التي ستؤكد فوز الرئيس جو بايدن في انتخابات 2020 . أحضرت عصا سيلفي لتسجيل الحدث بهاتفها.
تمكن هيمفيل من تجاوز خطوط الشرطة ثلاث مرات عندما بدأ الهجوم. تم تصويرها وهي تطلب المساعدة من الشرطة بعد أن كانت في الحشد، قائلة إنها "خضعت لعملية جراحية"، قبل أن تذهب إلى أبواب العاصمة، وتخالف الضابط الذي طلب منها الراحة عند البوابة.  شوهدت لاحقًا في قاعة الكابيتول وهي تطلب من زملائها من مثيري الشغب "تعالوا، تعالوا، استمتعوا هذا منزلكم!" ذكرت لاحقًا مرة أخرى أنها أصيبت بجروح، وأخبرت الضباط أنها "خضعت لـ 40 غرزة جراحية". قد تم اصطحابها لاحقًا إلى الخارج من قبل قوات إنفاذ القانون.

## الاعتقال والمحاكمة
بعد ثمانية أشهر من الهجوم، وصل عملاء مكتب التحقيقات الفيدرالي إلى باب منزلها في بويزي، أيداهو ، وتم القبض عليها في 3 أغسطس 2021. في محاكمتها في المحكمة الفيدرالية عام 2022، زعم المدعون العامون أنها بالغت في تصوير الإصابة "لصرف انتباه" الضباط عن التعامل مع المتظاهرين الأكثر عنفًا. وقد اعترفت بالذنب في تهمة واحدة تتعلق بالتظاهر أو الاعتصام أو العرض في مبنى الكابيتول، واعتذرت عن "كل ما قالته وفعلته في الكابيتول". في مقابل الإقرار بالذنب، أسقط المدعون العامون ثلاث تهم جنحية إضافية. حكم عليها قاضي المحكمة الجزئية الأمريكية رويس لامبيرث في 24 مايو 2022 بالسجن لمدة 60 يومًا مع 36 شهرًا من المراقبة وتعويض قدره 500 دولار. قضت عقوبتها في سجن فيدرالي في دبلن، كاليفورنيا ، في شهري يوليو وأغسطس 2022.

## بعد السجن
صرحت هيمفيل أنها غيرت رأيها بشأن ترامب في أبريل 2023، أي في وقت عيد ميلادها السبعين تقريبًا، على الرغم من أنها بدأت تشك في مزاعمه الانتخابية أثناء وجودها في السجن. قد أرجعت هذا التغيير إلى أسباب متعددة؛ فقد شاركت في مناقشات حول أعمال الشغب في الكابيتول على تويتر، مما عرضها على الحقائق حول أعمال الشغب وانتخابات عام 2020، كما نظمت عائلتها تدخلاً سياسياً قالت أيضًا إنه غيّر رأيها بشأن ترامب.
في يونيو 2023، رد دونالد ترامب على منشور على موقع تروث سوشل يزعم أن هيمفيل سيضطر إلى قضاء وقت أطول في السجن مقارنة بهنتر بايدن، وكتب كلمة "فظيع". وردت على تويتر قائلة: "من فضلك دونالد ترامب على وسائل التواصل الاجتماعي لا تستغلني لأي شيء، أنا لست ضحية لأحداث 6 يناير، لقد اعترفت بالذنب لأنني كنت مذنبة! أوقفوا التضليل". وقد أجرت صحيفة ديلي بيست مقابلة معها، حيث ذكرت أنها انفصلت عن "عبادة ترامب" قبل ثلاثة أشهر. وصفت نفسها على وسائل التواصل الاجتماعي بأنها "جدة سابقة من مؤيدي MAGA". في سبتمبر/أيلول من ذلك العام، نشرت رسالة مفتوحة إلى الكونجرس كتبت فيها "أنا لست ضحية للحكومة، ولم يتم تسليح وزارة العدل ضدي، بل كنت مشاركًا في انتهاك القانون". وقد تركها صديقها الذي كانت على علاقة به لمدة 12 عامًا بسبب ذلك، وذكرت أنها تلقت تهديدات بالقتل.
صوت هيمفيل لصالح جو بايدن في الانتخابات التمهيدية الرئاسية الديمقراطية في ولاية كارولينا الجنوبية لعام 2024 أثناء إقامته في سومرفيل بولاية كارولينا الجنوبية ، ودعم لاحقًا كامالا هاريس عندما انسحب بايدن من الانتخابات.
صرحت هيمفيل في 13 يناير 2025، بعد الانتخابات الرئاسية الأمريكية لعام 2024 ، أنها "سترفض العفو من المجرم ترامب" بمجرد توليه منصبه، في إشارة إلى إعلان ترامب أنه سيعفو عن المدانين بجرائم تتعلق بأحداث 6 يناير. كتبت، "لن أتعرض للتنمر من قبل MAGA بعد الآن، حيث أن أولئك الذين ذهبوا إلى حد الاتصال بضابط المراقبة الخاص بي في محاولة لإدخالي في مشكلة ارتدوا عليهم، معتقدين أنني سأتوقف عن التحدث، فقط أعطوني المزيد من الثقة للاستمرار!"
في اليوم التالي لإصدار الرئيس ترامب للعفو، أكدت مرة أخرى أنها لن تقبل العفو واتخذت خطوات "لتقديم خطاب رفض".  وزعمت أن قبول العفو سيكون "إهانة لشرطة الكابيتول". وبموجب دستور الولايات المتحدة ، يحق للفرد رفض العفو.